# Loyalty and Betrayal
Loyalty and Betrayal är det sjunde studioalbumet av den amerikanske rapparen E-40. Det släpptes den 10 oktober 2000 på Jive Records.

## Låtlista
1. Intro
2. Loyalty and Betrayal
3. Lace Me Up (feat. Suga T)
4. Ya Blind (feat. Jazze Pha and 8Ball)
5. Sinister Mob (feat. Nate Dogg)
6. Nigga Shit (feat. Mack 10 & The Click)
7. Nah, Nah... (feat. Nate Dogg)
8. Pop Ya Collar (feat. The Click)
9. Record Company Skit (feat. D-Wiz and Almost High)
10. To Whom This May Concern
11. Like a Jungle
12. Behind Gates (feat. Ice Cube)
13. Doin' the Fool (feat. Pastor Troy, Al Kapone, Too Short and Pimp C)
14. Flamboastin' (feat. Birdman)
15. It's Pimpin'
16. Clown Wit It (feat. Mystikal)